# Афізе Юсуф-кизи
Афізе́ Юсу́ф-кизи́ (крим. Afize Yusuf-qızı, Афизе Юсуф-къызы, справжнє ім'я — Афізе́ Джемаледі́нова (крим. Afize Cemaledinova); нар. 28 травня 1988, Сімферополь, Крим, Україна) — кримськотатарська співачка, майстер розпису по склу, громадянська діячка, колишня журналістка телеканалу ATR.
2015 року одружилася з кримськотатарським журналістом Ібраїмом Умеровим. 

## Пісні
- Afize Yusuf qızı — Vatan asreti [Архівовано 19 серпня 2020 у Wayback Machine.] («Туга за вітчизною» — кримськотатарська народна пісня);
- Seyran 7'62 ve Afize Yusuf-qızı — Qırımda yaşa! [Архівовано 12 липня 2020 у Wayback Machine.] («Живи в Криму!»);
- Afize Yusuf-qızı — Suvuqsuvda («В Суук-су» — кримськотатарська народна пісня).